# Apogon fukuii
 Apogon fukuii és una espècie de peix de la família dels apogònids i de l'ordre dels perciformes.

## Morfologia
Els mascles poden assolir els 9,3 cm de longitud total.

## Distribució geogràfica
Es troba al Japó.